# Yun Suk-young
Yun Suk-young (윤석영?, 尹錫榮?; Suwon, 13 febbraio 1990) è un calciatore sudcoreano, difensore del Gangwon.

## Carriera

### Club
Yun Suk-young inizia la carriera calcistica nel 2005 quando viene acquistato dal Chunnam Dragons dove, in quattro stagioni, compie tutta la trafila delle giovanili fino al suo debutto in prima squadra, datato 2009: esordisce il 17 maggio in occasione del match di campionato con l'Ulsan, realizzando anche la sua prima rete in campionato da calciatore professionista; l'anno successivo, sempre con l'Ulsan, rimedia la sua prima ammonizione in carriera.

### Queens Park Rangers
Yun Suk Young passa alla squadra inglese del Queens Park Rangers il 30 gennaio 2013, firmando un contratto di tre anni e mezzo. Gioca spesso nella squadra riserve inglese.
il 25 ottobre 2013 passa in Prestito della durata di due mesi al Doncaster Rovers, dopo di che ritorna al QPR. Segna il suo primo gol il 3 maggio 2014 in Football League Championship nella vittoria per 3-2 contro il Barnsley.

### Nazionale
Nel 2007 partecipa, con l'Under-17 sudcoreana, a ben otto amichevoli realizzando tra l'altro anche un gol.
Nel 2008 viene convocato dal c.t. dell'Under-20 sudcoreana per prendere parte alle convocazioni in vista del Campionato mondiale di calcio Under-20, edizione 2009, che si terrà in Egitto: debutta ufficialmente nel torneo il 26 settembre 2009, alla prima giornata contro i pari età del Camerun. Gioca in totale 6 partite durante il torneo, fino ai quarti di finale per via dell'eliminazione da parte della Nazionale ghanese.
Nel 2010 entra a far parte della divisione nazionale olimpica, per prendere parte alla XVI dei giochi asiatici, organizzati in Cina. Debutta l'8 novembre in occasione del match di apertura contro i pari età della Corea del Nord. Il 23 novembre rimedia la prima ammonizione con la Nazionale olimpica, durante la partita disputata con la Nazionale di calcio degli Emirati Arabi Uniti. Il 6 luglio 2012 viene convocato per disputare le XXX Olimpiadi, che si svolgeranno a Londra e in altre città del Regno Unito. Debutta con la Nazionale olimpica il 7 agosto, in occasione del match giocato al St James' Park di Newcastle contro i pari età della Messico, nella quale gioca tutti i 90' regolamentari; la nazionale sudcoreana concluderà il torneo qualificandosi al terzo posto, dietro la Nazionale verdeoro.
Nel 2012 viene inserito, dall'allenatore Choi Kang-Hee, nella lista dei calciatori convocati per le amichevoli da disputare con la Nazionale maggiore.

## Statistiche

### Cronologia presenze e reti in Nazionale
| Cronologia completa delle presenze e delle reti in nazionale ― Corea del Sud | Cronologia completa delle presenze e delle reti in nazionale ― Corea del Sud | Cronologia completa delle presenze e delle reti in nazionale ― Corea del Sud | Cronologia completa delle presenze e delle reti in nazionale ― Corea del Sud | Cronologia completa delle presenze e delle reti in nazionale ― Corea del Sud | Cronologia completa delle presenze e delle reti in nazionale ― Corea del Sud | Cronologia completa delle presenze e delle reti in nazionale ― Corea del Sud | Cronologia completa delle presenze e delle reti in nazionale ― Corea del Sud |
| Data                                                                         | Città                                                                        | In casa                                                                      | Risultato                                                                    | Ospiti                                                                       | Competizione                                                                 | Reti                                                                         | Note                                                                         |
| ---------------------------------------------------------------------------- | ---------------------------------------------------------------------------- | ---------------------------------------------------------------------------- | ---------------------------------------------------------------------------- | ---------------------------------------------------------------------------- | ---------------------------------------------------------------------------- | ---------------------------------------------------------------------------- | ---------------------------------------------------------------------------- |
| 16-10-2012                                                                   | Teheran                                                                      | Iran                                                                         | 1 – 0                                                                        | Corea del Sud                                                                | Qual. Mondiali 2014                                                          | -                                                                            |                                                                              |
| 10-9-2013                                                                    | Jeonju                                                                       | Corea del Sud                                                                | 1 – 2                                                                        | Croazia                                                                      | Amichevole                                                                   | -                                                                            |                                                                              |
| 28-5-2014                                                                    | Seul                                                                         | Corea del Sud                                                                | 0 – 1                                                                        | Tunisia                                                                      | Amichevole                                                                   | -                                                                            |                                                                              |
| 9-6-2014                                                                     | Miami                                                                        | Ghana                                                                        | 4 – 0                                                                        | Corea del Sud                                                                | Amichevole                                                                   | -                                                                            | 82’                                                                          |
| 17-6-2014                                                                    | Cuiabá                                                                       | Russia                                                                       | 1 – 1                                                                        | Corea del Sud                                                                | Mondiali 2014 - 1º turno                                                     | -                                                                            |                                                                              |
| 22-6-2014                                                                    | Porto Alegre                                                                 | Corea del Sud                                                                | 2 – 4                                                                        | Algeria                                                                      | Mondiali 2014 - 1º turno                                                     | -                                                                            |                                                                              |
| 26-6-2014                                                                    | San Paolo                                                                    | Corea del Sud                                                                | 0 – 1                                                                        | Belgio                                                                       | Mondiali 2014 - 1º turno                                                     | -                                                                            |                                                                              |
| 14-11-2014                                                                   | Amman                                                                        | Giordania                                                                    | 0 – 1                                                                        | Corea del Sud                                                                | Amichevole                                                                   | -                                                                            | 46’                                                                          |
| 18-11-2014                                                                   | Teheran                                                                      | Iran                                                                         | 1 – 0                                                                        | Corea del Sud                                                                | Amichevole                                                                   | -                                                                            | 90’                                                                          |
| 27-3-2015                                                                    | Daejeon                                                                      | Corea del Sud                                                                | 1 – 1                                                                        | Uzbekistan                                                                   | Amichevole                                                                   | -                                                                            | 72’                                                                          |
| 1-6-2016                                                                     | Salisburgo                                                                   | Spagna                                                                       | 6 – 1                                                                        | Corea del Sud                                                                | Amichevole                                                                   | -                                                                            | 80’                                                                          |
| 12-11-2016                                                                   | Cheonan                                                                      | Corea del Sud                                                                | 2 – 0                                                                        | Canada                                                                       | Amichevole                                                                   | -                                                                            | 46’                                                                          |
| 11-9-2018                                                                    | Suwon                                                                        | Corea del Sud                                                                | 0 – 0                                                                        | Cile                                                                         | Amichevole                                                                   | -                                                                            | 31’                                                                          |
| Totale                                                                       |                                                                              | Presenze                                                                     | 13                                                                           |                                                                              | Reti                                                                         | 0                                                                            |                                                                              |

## Palmarès
Giochi asiatici: 1
2010
 Bronzo olimpico: 1 
Londra 2012